# Montallegro
Montallegro est une commune italienne de la province d'Agrigente, dans la région Sicile.

## Toponymie
Muntallegru en sicilien.

## Administration
| Période                                  | Période          | Identité         | Étiquette     | Qualité |
| ---------------------------------------- | ---------------- | ---------------- | ------------- | ------- |
| 12 juin 2017                             | 1er février 2021 | Caterina Scalia  |               |         |
| 1er février 2021                         | 12 octobre 2021  | Raffaele Zarbo   |               |         |
| 12 octobre 2021                          | En cours         | Giovanni Cirillo | Liste civique |         |
| Les données manquantes sont à compléter. |                  |                  |               |         |

### Communes limitrophes
Agrigente, Cattolica Eraclea,  Siculiana